# Lago Baldegg
O Lago Baldegg é um lago localizado no cantão de Lucerna, na Suíça. A sua área é de cerca de 5,2 km ² e sua profundidade máxima de 66 m.